# 阿日扎镇
阿日扎乡，是中华人民共和国四川省甘孜藏族自治州石渠县下辖的一个乡镇级行政单位。

## 行政区划
阿日扎乡下辖以下地区：
错布村、扎起村、翁布村、各普村、恰冲村、各冲村、马崩村、邦充村和麻曲村。